# 1899 au Yukon
Chronologie du Yukon
- 1895
- 1896
- 1897
- 1898
- 1899
- 1900
- 1901
- 1902
- 1903

Cette page concerne des événements d'actualité qui se sont produits durant l'année 1899 dans le territoire canadien du Yukon.

## Politique

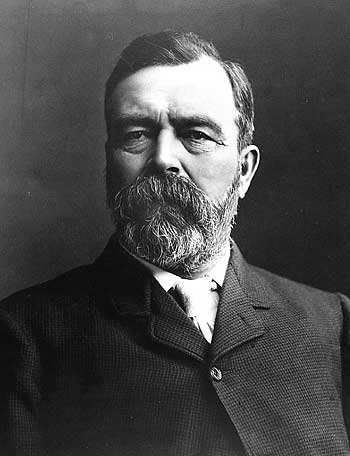
William Ogilvie

- Commissaire : William Ogilvie

## Événements
- La ruée vers l'or du Klondike est terminée lorsque l'or fut découvert à Nome en Alaska et de nombreux prospecteurs quitteront la région.

## Naissances
- 27 juillet : Robert MacArthur Crawford, compositeur († 12 mars 1961)

## Décès
- 16 janvier : William Judge, prêtre (º 28 avril 1850)
- Mars : Joe Juneau, chercheur d'or (º 1836)